# Dmitri Arkadjewitsch Wolkow
Dmitri Arkadjewitsch Wolkow (russisch Дмитрий Аркадьевич Волков; * 30. März 1966 in Moskau; † 16. Januar 2025 ebenda) war ein sowjetischer Schwimmer. Er gewann bei Olympischen Spielen eine Silbermedaille und zwei Bronzemedaillen. Bei Weltmeisterschaften erkämpfte er ebenfalls einmal Silber und zweimal Bronze. Bei Europameisterschaften erschwamm er viermal Gold, zweimal Silber und einmal Bronze auf der 50-Meter-Bahn sowie zweimal Bronze auf der 25-Meter-Bahn.

## Karriere
Der 1,87 Meter große Dmitri Wolkow war Spezialist im Brustschwimmen, er startete für ZSKA Moskau.

### Die Jahre bis zu den ersten olympischen Medaillen 1988
Bei den Europameisterschaften 1985 in Sofia siegte der Brite Adrian Moorhouse über 100 Meter Brust vor dem Westdeutschen Rolf Beab. Wolkow erkämpfte Bronze mit fünf Hundertstelsekunden Vorsprung vor dem Italiener Gianni Minervini. Über 200 Meter Brust gewann Wolkow den Titel mit einer Zehntelsekunde Vorsprung vor dem Portugiesen Alexandre Yokochi.
1986 bei den Weltmeisterschaften in Madrid erschwamm der Kanadier Victor Davis die Goldmedaille über 100 Meter Brust vor Gianni Minervini, Wolkow erkämpfte Bronze vor Rolf Beab. Die sowjetische 4-mal-100-Meter-Lagenstaffel mit Igor Poljanski, Dmitri Wolkow, Alexei Markowski und Nikolai Jewsejew wurde Dritte hinter den Staffeln aus den Vereinigten Staaten und aus der Bundesrepublik Deutschland.
1987 bei den Europameisterschaften in Straßburg siegte Adrian Moorhouse über 100 Meter Brust mit 0,3 Sekunden Vorsprung vor Wolkow. Die sowjetische 4-mal-100-Meter-Lagenstaffel mit Igor Poljanski, Dmitri Wolkow, Konstantin Petrow und Gennadi Prigoda erschwamm die Goldmedaille mit einer halben Sekunde Vorsprung vor den Briten.
1988 bei den Olympischen Spielen in Seoul fand zuerst der Wettbewerb über 100 Meter Brust statt. Adrian Moorhouse schlug als Erster an und hatte eine Hundertstelsekunde Vorsprung vor dem Ungarn Károly Güttler. Wolkow wurde Dritter vor Victor Davis. Die sowjetische Lagenstaffel mit Poljanski, Wolkow, Wadym Jaroschtschuk und Prigoda schlug nach den Quaretten aus den Vereinigten Staaten und aus Kanada an. Die sowjetische Staffel hatte drei Sekunden Vorsprung vor der viertplatzierten Staffel aus Westdeutschland.

### Die Jahre bis zum Karriereende
1989 bei den Europameisterschaften in Bonn siegte Moorhouse über 100 Meter brust vor Wolkow und dem zweiten Briten Nick Gillingham. Die sowjetische Lagenstaffel mit Sergej Sabolotnow, Wolkow, Jaroschtschuk und Iurie Bașcatov erschwamm die Goldmedaille mit anderthalb Sekunden Vorsprung vor den Franzosen. Am 10. Februar 1990 stellte Wolkow in 59,30 Sekunden auf der 25-Meter-Bahn in Bonn einen Kurzbahnweltrekord auf, der erst im August 1993 vom Australier Philip Rogers unterboten wurde.
Anfang 1991 bei den Weltmeisterschaften in Perth wurde Wolkow Vierter über 100 Meter Brust mit 0,05 Sekunden Rückstand auf Gianni Minervini auf dem dritten Platz. Die sowjetische Lagenstaffel mit Wladimir Schemetow, Dmitri Wolkow, Wladislaw Kulikow und Weniamin Tajanowitsch erschwamm Silber mit 0,75 Sekunden Rückstand auf das US-Quartett. Im August bei den Europameisterschaften in Athen schlug Wolkow über 100 Meter Brust als Siebter an. Die Lagenstaffel mit Wladimir Selkow, Wolkow, Kulikow und Alexander Popow gewann mit anderthalb Sekunden Vorsprung vor den Franzosen.
Der Auftritt bei den Europameisterschaften in Athen war der letzte für die sowjetische Mannschaft. 1992 trat das Vereinte Team für die Gemeinschaft Unabhängiger Staaten an, die drei baltischen Staaten starteten mit eigenen Mannschaften. Bei den Olympischen Spielen 1992 in Barcelona wurde Wolkow Sechster über 100 Meter Brust. Die Lagenstaffel mit Selkow, Wolkow, Kulikow und Wladimir Pyschnenko schwamm die zweitbeste Vorlaufzeit. Im Endlauf waren Selkow, Wassili Iwanow, Pawlo Chnykin und Popow fast vier Sekunden schneller als die Vorlaufstaffel und erreichten das Ziel anderthalb Sekunden nach dem US-Quartett, aber eine Sekunde vor den drittplatzierten Kanadiern. Alle sieben beteiligten Schwimmer aus dem Vereinten Team erhielten eine Silbermedaille.
Ab Ende 1992 startete Wolkow als Mitglied der russischen Mannschaft. Bei den Sprinteuropameisterschaften 1992 in Espoo siegte Wassili Iwanow über 50 Meter Brust vor dem Niederländer Ron Dekker und Wolkow. Zwei Jahre später im Dezember 1994 bei den Sprinteuropameisterschaften in Stavanger erschwamm Wolkow als Dritter hinter dem Deutschen Mark Warnecke und Ron Dekker noch einmal Bronze über 50 Meter Brust.
Nach seiner Karriere als Schwimmer schloss Wolkow sein Studium in Moskau ab. Er arbeitete dann zunächst bei einer Bank und war später als Assistent beim Russischen Olympischen Komitee (ROC) tätig. Ab 2004 gab Wolkow die Zeitung des ROC heraus. Im Januar 2025 erlag er einem Krebsleiden.